# Потолок
Потоло́к — нижняя часть ограждающей конструкции, ограничивающая помещение сверху. Потолок может быть непосредственно нижней частью перекрытия или покрытия, либо подвесным — образованным особыми конструктивными элементами. Конструкция, совмещающая функции потолка помещения и крыши, носит название «покрытие здания».. В теории архитектуры и в проектных чертежах — плафон — вид, проекция на архитектурное сооружение снизу (антоним понятия «план» — вид сверху). Отсюда второе, более известное значение слова — композиция, роспись, мозаика, лепнина, украшающие потолок интерьера здания. Центральная часть плафона без падуг и обрамления называется зеркалом.

## Конструкция
При строительстве в роли потолка в помещениях чаще всего выступает бетонная плита, служащая разделителем между этажами. Таким образом, нижняя её часть становится потолком, верхняя — полом верхнего этажа. Помимо выполнения функции разделения этажей, потолок также является зачастую опорой для люстры, пожарных извещателей, датчиков движения и иногда охранных видеокамер.

## Декорация
Поскольку в процессе строительства не всегда возможно обеспечить ровный стык плит (механические повреждения при транспортировке или монтаже), после сдачи объекта можно наблюдать неровные и рельефные выступы на поверхности потолка. Для этой цели используются разные способы ликвидации данных дефектов.
Виды декорации потолка
- Рисунок на потолке поможет украсить интерьер и скрыть недостатки потолка и скорректировать визуально размер помещения. Новейшие технологии позволяют украсить потолок не только рисунками, а также и фотографиями.
- Потолки с 3D эффектом — при обычном освещении выглядят как обычные потолки с ярким рисунком, а при подсвечивании BLB-лампами становятся объемными и позволяют передать мельчайшую деталь панорамных видов (пейзажей, космоса, зданий и т. п.). Этот эффект обеспечивается объединением метода кубического покрытия и флуоресцентных пигментов высочайшего разрешения.
- Кожа — необычный и стильный вид отделки потолка. Совсем не обязательно покрывать кожей всю площадь потолка, можно выделить какую-то деталь или зону. Покрытие из кожи представляет собой плиту на виниловой основе с органической пропиткой. Плиты могут быть разнообразных расцветок и фактур, в том числе с авторским объемным тиснением, росписью, рисунками и пр.
- Деревянные потолки можно создать с помощью разнообразных видов исходного материала: простейшие панели, утончённые паркетные плашки или грубые доски.
- Натяжные потолки бывают тканевые и плёночные, шовные и бесшовные.
- Стеклянные полотна перестали считаться неподходящим материалов для отделки потолков. Дизайнеры активно используют стекло как на полу, так и на потолке. В основе стеклянных потолков лежат надёжные и очень лёгкие профили из нержавеющей стали. Именно на них и крепятся стеклянные полотна. Форма полотен может быть совершенно разной: и квадратной, и круглой, и ромбовидной и т. д. Стеклянные полотна могут эффектно смотреться в сочетании с лазерной гравировкой, вставками, иллюстрациями, подсветкой[источник не указан 1477 дней].

### Шлифование
Выполняется в случае, если площадь дефекта незначительна. При помощи шпателя окрестности проблемного участка и непосредственно сам проблемный участок отделочным материалом (шпатлёвка), по высыхании которого поверхность шлифуется и окрашивается.

### Скрытие
Выполняется в случае, когда площадь дефекта довольно большая. Таким образом, поверхность неровного и/или рельефного потолка полностью закрывается ровным материалом.
Чаще всего роль отделочного материала выполняют:
- Натяжной потолок
- Пенопласт
- Гипсокартон
- Металл
- Полиэфирная ткань
- ПВХ
- Стекловолокно
- Дерево